# Bernard Turreau
Bernard-Honoré Turreau llamado Bernard Toro fue un escultor francés, nacido en Tolón en 1672 y fallecido en la misma ciudad el 26 de enero de 1731.

## Vida y obras
Bernard Turreau fue el hijo de Pierre Turreau y se formó como artista bajo la tutela de Joseph Bouvier. Con él trabajó en la decoración en el arsenal de los barcos Le Gaillard y Le Florissant. Residió durante dos periodos de su voda en Aix-en-Provence. En una primera estancia permaneció desde 1695 a 1700; allí realizó esculturas para el hotel particular de Arlatan-Lauris; la puerta de nogal actualmente se conserva en el Museo de Lyon. Su segunda estancia en la antigua capital provenzal comenzó en 1713; trazó entonces los planos del altar mayor de la catedral de Saint-Sauveur y realizó numerosos dibujos de ornamentación. Fue seguidamente nombrado maestro escultor del taller del puerto de Toulon.